# Damarete
Damarete, död 400-talet f.Kr., var drottning av Syrakusa som gift med Gelon. 
Under kriget med Kartago 480 f.Kr. e., liksom andra kvinnor, gav hon sina smycken för militära ändamål. Enligt Diodorus Siculus på begäran av karthagerna, underlättade hon slutandet av fred som medlare efter slaget vid Himera; i tacksamhet gav de henne en gyllene krona värd hundra talenter.